# Estadio Olímpico (UACH)
El Estadio Olímpico de la Universidad Autónoma de Chihuahua (formalmente llamado Estadio Olímpico José Reyes Baeza Terrazas) es un estadio multiusos propiedad de la Universidad Autónoma de Chihuahua con capacidad para 22 mil personas que fue inaugurado el 24 de mayo de 2007 por las autoridades de la Universidad Autónoma de Chihuahua y el gobierno del estado de Chihuahua. Se construyó con el objetivo de ser el centro deportivo de los alumnos de la Universidad. 
Actualmente es casa de las Águilas UACH, equipo de fútbol americano colegial de la ONEFA y de los Caudillos de Chihuahua de la Liga de Fútbol Americano Profesional de México. Cabe señalar que ha sido sede del Tazón Azteca en el 2007, 2011 y 2014, y del Tazón México VI. El primer concierto que se dio en ese estadio fue el de Shakira en su gira Fijación Oral.

## Historia
Luego de que en 1984 el gobierno federal entregara 300 hectáreas de reserva territorial para la construcción de la nueva ciudad universitaria al norte de la ciudad, durante la administración del rector Reyes Humberto de las Casas Duarte se planteó dentro del anteproyecto de Ciudad Universitaria la construcción de un estadio olímpico dentro de un complejo de instalaciones deportivas junto a un estadio de béisbol y una cancha abierta de fútbol. No fue hasta finales de los años 90 que inició la construcción del nuevo campus universitario, dándose de entrada la construcción del área académica, iniciando con la correspondiente a la Facultad de Contaduría y Administración. 
Con el pasar de los años se hacía palpable la necesidad de un estadio universitario multidisciplinario dado que el viejo Nido de Águilas en el Campus I era ya muy pequeño y se hallaba completamente obsoleto, así mismo, no existía dentro de la universidad un complejo para practicar otras disciplinas como el atletismo o el fútbol, ante lo que se vio la imperante necesidad de construir un nuevo estadio en el Campus II.
La construcción del Estadio Olímpico Universitario inició el 22 de mayo de 2005 en un evento que contó con la asistencia del Gobernador de Chihuahua, José Reyes Baeza Terrazas y del rector Raúl Chávez Espinoza así como del medallista Horacio Nava y de más de 7 mil alumnos. Su construcción duró poco menos de dos años, y se desarrolló en dos etapas y fue finalizado a principios de 2007. 
El estadio fue inaugurado el 24 de mayo de 2007, en un evento en el que se contó con la asistencia de 638 atletas de la Universidad así como un lleno completo y en donde el gobernador José Reyes Baeza y el rector Raúl Chávez Espinoza dieron por entregada la obra. También se contó con un partido entre las Águilas UACH y los Bulldogs de la Universidad Luterana de Texas.
Entre 2008 y 2009 el estadio fue casa de los Indios de Chihuahua filial en la Primera División 'A' del Club de Futbol Indios. El 15 de septiembre de 2009 el Consejo Universitario de la UACH aprobó cambiar el nombre del estadio por el de Estadio Olímpico José Reyes Baeza Terrazas.  En 2010 fue sede de la XIV Universiada Nacional.
Para 2019 el pasto sintético del estadio fue cambiado por completo por uno nuevo que cumpliera los requerimientos de Femexfut. A finales de este año se anunció que el estadio sería la sede de los juegos de local del equipo Caudillos de Chihuahua de la Liga de Fútbol Americano de México a partir de la Temporada 2020.
En 2022, con la creación del club Chihuahua F.C. de la Liga Premier MX se anunció que el Club jugaría y entrenaría en las instalaciones de dicho recinto. Ese mismo año, se anunció que los Rarámuris de Chihuahua de la Liga de Fútbol Americano Profesional de México jugarían en el estadio, aunque dado que el equipo no pudo concretar su debut nunca jugaron un partido oficial en el estadio.

## Características
El estadio tiene un campo de 8 mil 400 metros cuadrados de pasto sintético de última generación, una pista de 400 metros de longitud de caucho para atletismo, así como un espacio para salto largo y salto de longitud, que cumplen con las especificaciones para competencias internacionales.
También alberga cuatro áreas de sanitarios, refresquería, palcos de radio y televisión, un edificio de 3 pisos con 4 mil metros cuadrados de construcción, donde se hallan vestidores, baños, una aula, área de prensa y difusión, gimnasio y las oficinas administrativas de deportes de la UACH.